# 상비센트드포라 수도원

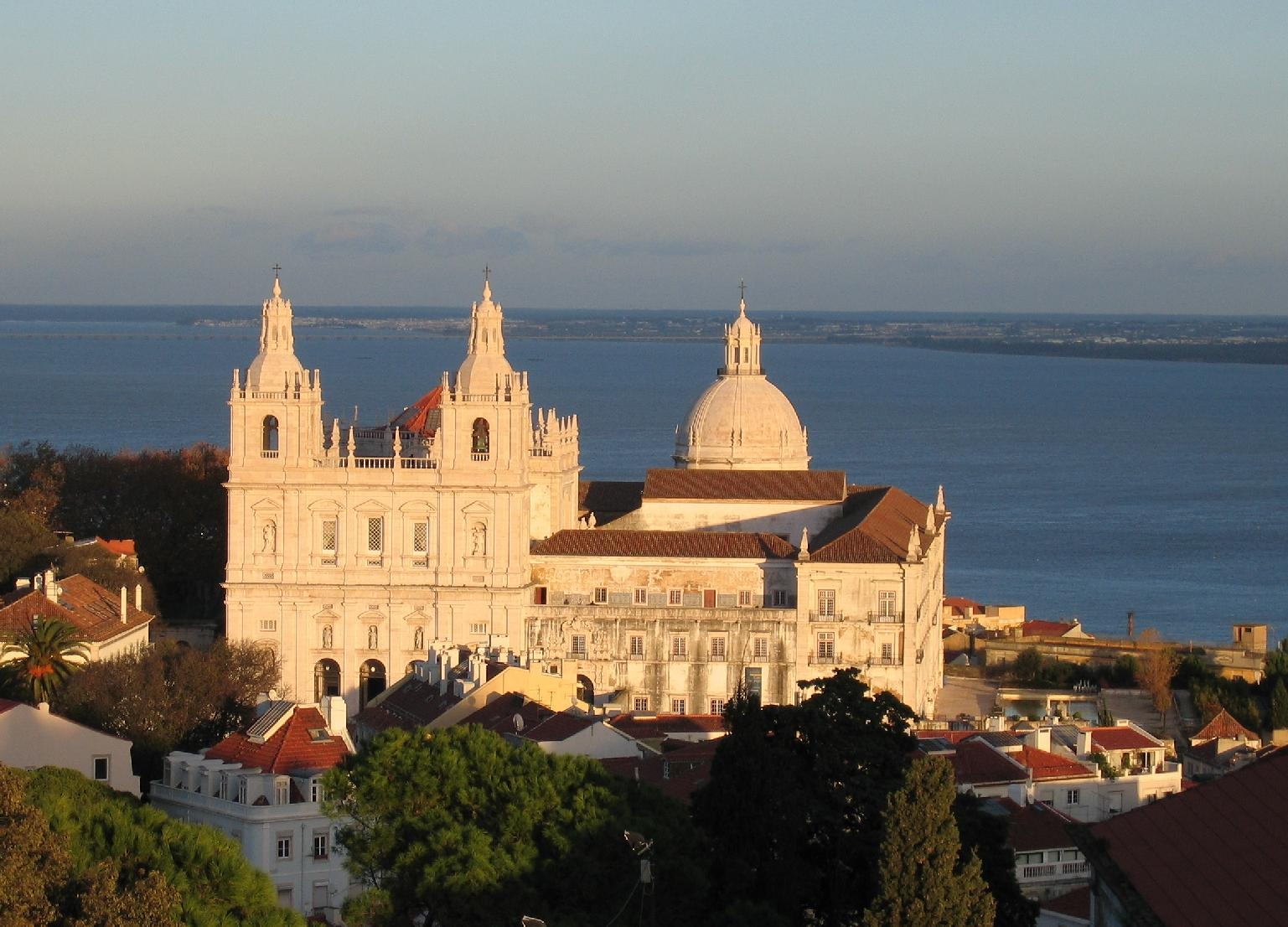
상비센트드포라 수도원

상비센트드포라 수도원(포르투갈어: Mosteiro de São Vicente de Fora)은 포르투갈의 수도인 리스본의 알파마 지구에 위치한 수도원이자 교회당이다. 17세기에 건립된 포르투갈의 매너리즘 양식을 대표하는 건축물로서 포르투갈 브라간사가의 군주들의 영묘가 위치한 곳이기도 하다.

## 역사
1147년 포르투갈의 초대 국왕인 아폰수 1세가 아우구스티노 수도회를 위한 수도원을 건립했다. 리스본을 둘러싸고 있던 성벽 밖에 건립된 로마네스크 건축 양식을 띤 수도원은 중세 포르투갈에서 중요한 수도원으로 여겨졌다. 12세기에는 이슬람교 세력이 지배하고 있던 알가르브로부터 리스본을 탈환한 기독교 군대가 리스본의 수호 성인인 사라고사의 성 비센테(Vicente)에게 봉헌했다.
현재의 건축물은 1580년 포르투갈 왕위 계승 위기를 계기로 포르투갈의 국왕으로 즉위한 스페인의 펠리페 2세 국왕에 의해 재건되었다. 1582년부터 1629년 사이에 수도원 부속 교회가 건설되었지만 그 외의 수도원 건물들은 18세기에 준공되었다. 교회의 실내 장식은 이탈리아 출신의 예수회 신자였던 필리포 테르치(Filippo Terzi) 또는 스페인 출신의 후안 데 에레라(Juan de Herrera)가 고안한 것으로 추정된다. 교회의 장식 계획은 레오나르도 투리아노(Leonardo Turriano), 발타자르 알바르스(Baltazar Álvares), 페드루 누느스 티노쿠(Pedro Nunes Tinoco), 주앙 누느스 티노쿠(João Nunes Tinoco)에 의해 진행되었다.

## 구조
르네상스 후기 양식을 띤 교회의 파사드는 발타자르 알바르스(Baltazar Álvares)에 의해 완성되었으며 매너리즘 양식을 띠고 있다. 파사드는 틈새 부분에 놓여진 여러 개의 성인 조각상, 2개의 탑의 측면 부분을 연결하고 있다.
바로크 양식을 띤 아름다운 제단은 18세기 포르투갈을 대표하는 조각가인 조아킹 마샤두 드 카스트루(Joaquim Machado de Castro)에 의해 완성되었다. 입구의 내부는 18세기에 완성되었는데 파란색, 하얀색 타일로 장식되어 있다. 타일에는 1147년에 일어난 리스본 포위전 등 수도원의 역사를 그리고 있다. 방의 천장에 그려진 사실적인 그림은 이탈리아의 화가인 빈첸초 바카렐리(Vincenzo Baccarelli)에 의해 완성되었다.

## 브라간사가 영묘
1834년 포르투갈의 수도원들이 폐쇄되면서 수도원은 리스본 대주교의 궁전으로 사용되었다. 페르난두 2세 국왕은 수도사들이 사용하던 옛 식당을 브라간사가의 왕, 여왕의 묘소로 개조하는 한편 성당에 있던 예배당을 영묘로 개조했다. 이스트렐라 대성당에 안치된 마리아 1세 국왕, 1972년 브라질의 황제로서 상파울루 독립 기념비에 이장된 페드루 1세(포르투갈의 페드루 4세 국왕)을 제외한 브라간사가의 모든 군주들의 묘소가 안치되어 있다.

## 사진

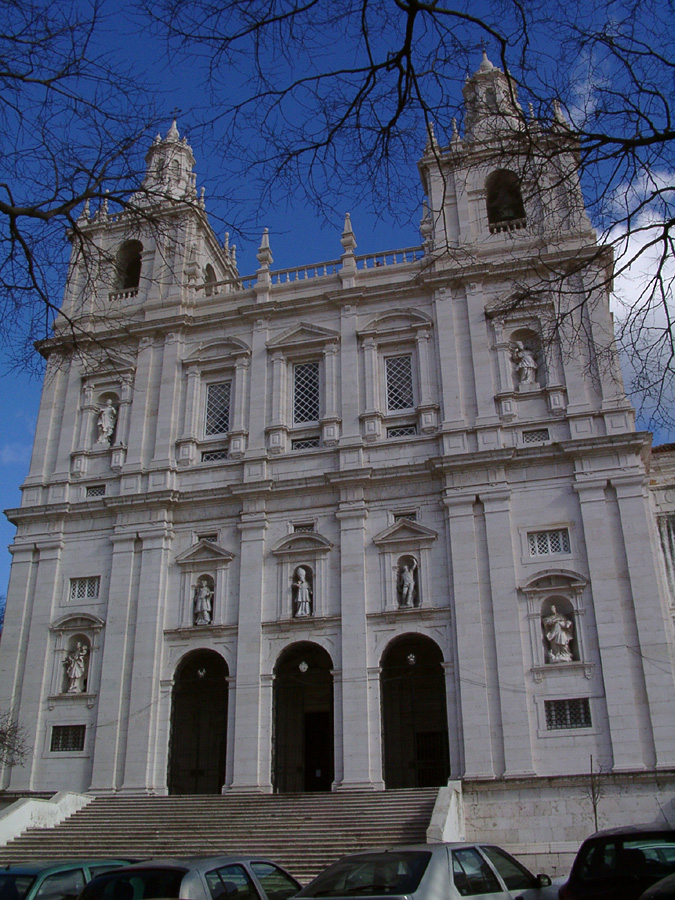
교회의 파사드
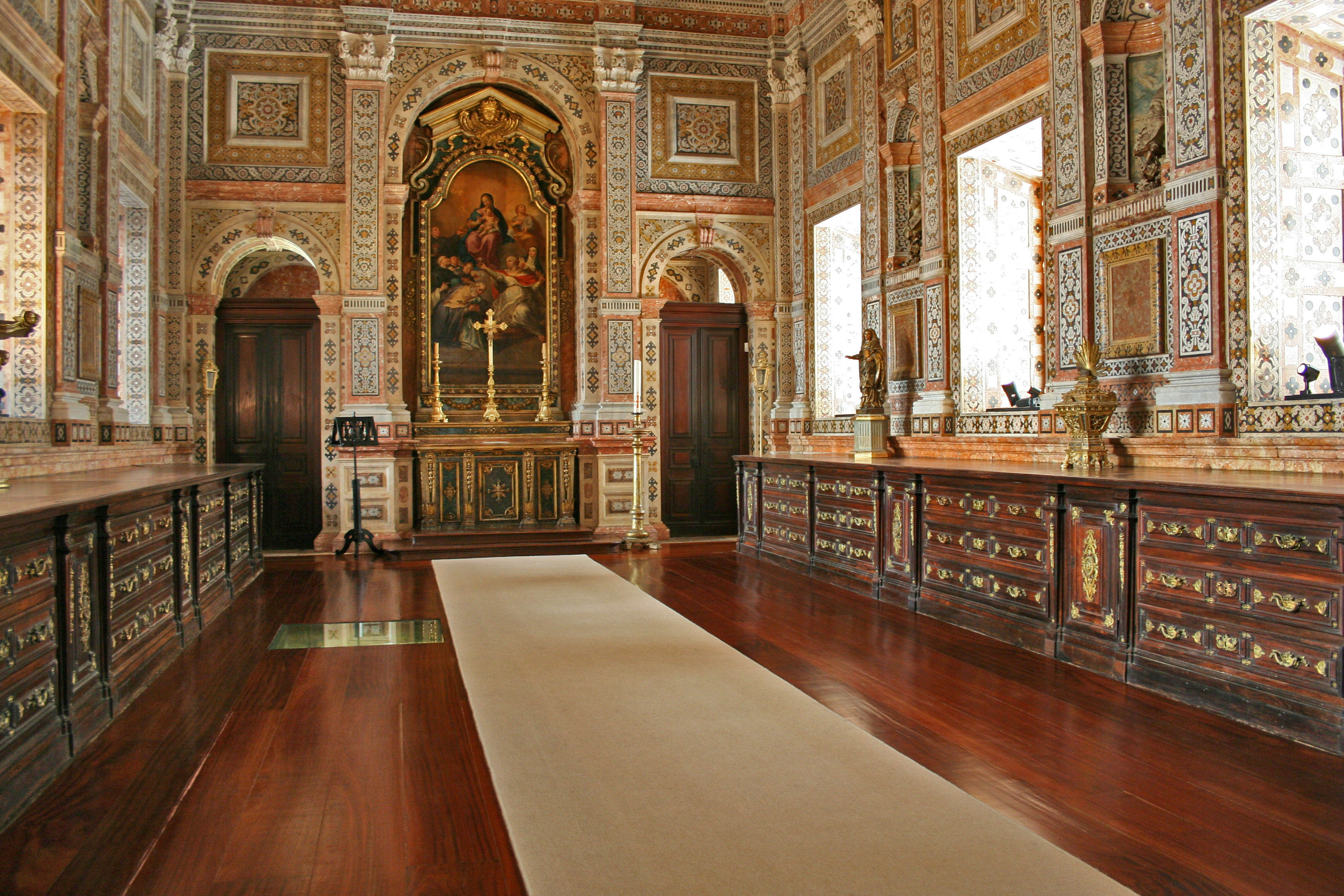
교회의 성구 보관실
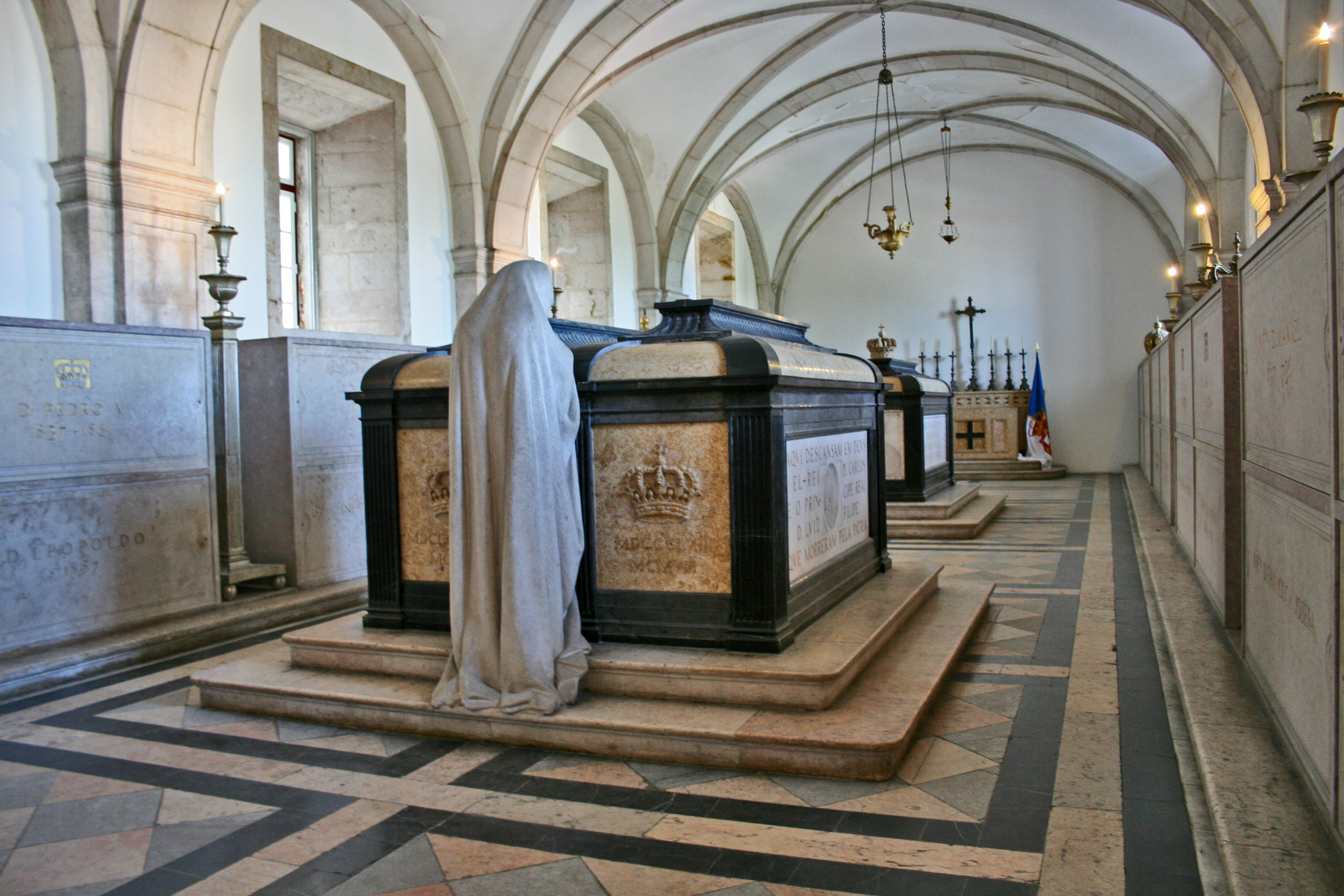
브라간사가 영묘에 안치된 묘비